# Lista de regiões do Brasil por PIB
| + 2 trilhões + 1 trilhão + 500 bilhões | + 300 bilhões + 200 bilhões + 100 bilhões |

Mapa das regiões brasileiras segundo o PIB em 2011. Em reais:

Abaixo segue a lista das grandes regiões do Brasil por produto interno bruto (PIB) referente ao ano de 2012.
| Posição                | Posição                    | Região              | Crescimento Real | Deflator | Crescimento Nominal | PIB em R$ mil (2012) | PIB em R$ mil (2011) |
| Dados relativos a 2012 | Mudança comparada com 2011 | Região              | Crescimento Real | Deflator | Crescimento Nominal | PIB em R$ mil (2012) | PIB em R$ mil (2011) |
| ---------------------- | -------------------------- | ------------------- | ---------------- | -------- | ------------------- | -------------------- | -------------------- |
| 1                      | (0)                        | Região Sudeste      | 0,26 %           | 5,3 %    | 5,59 %              | 2.424.005.000        | 2.295.690.000        |
| 2                      | (0)                        | Região Sul          | 0,46 %           | 5,3 %    | 5,78 %              | 710.860.000          | 672.049.000          |
| 3                      | (0)                        | Região Nordeste     | 1,81 %           | 5,3 %    | 7,21 %              | 595.382.000          | 555.325.000          |
| 4                      | (0)                        | Região Centro-Oeste | 3,12 %           | 5,3 %    | 8,59 %              | 430.463.000          | 396.411.000          |
| 5                      | (0)                        | Região Norte        | -1,70 %          | 5,3 %    | 3,51 %              | 231.383.000          | 223.538.000          |